# Institut d'Estadística de les Illes Balears
L'Institut d'Estadística de les Illes Balears (IBESTAT) és una entitat autònoma, adscrita a la  d'Economia i Hisenda del Govern de les Illes Balears, encarregada de promoure, dirigir i coordinar l'activitat estadística de la comunitat autònoma. A més, és responsable de la gestió i desenvolupament del Sistema Estadístic de les Illes Balears.

## Funcions
L'IBESTAT, té un paper crucial en la coordinació i millora de l'eficiència de les activitats estadístiques a les Illes Balears. Promou, dirigeix i col·labora en iniciatives estadístiques públiques d'interès regional, incloent l'elaboració del pla estadístic juntament amb altres unitats del Sistema Estadístic de les Illes Balears (SESTIB). Mitjançant la normalització de conceptes, definicions, classificacions i codis, l'IBESTAT assegura la coherència en la classificació de dades i la presentació de resultats, fomentant la coordinació metodològica amb institucions estatals, internacionals.
A més d'aquestes responsabilitats, l'IBESTAT desenvolupa sistemes integrats d'estadístiques demogràfiques, econòmiques i socials; i porta a terme treballs censals per mantenir actualitzada la informació sobre població, habitatge i activitats econòmiques. L'institut també està compromès amb la promoció de la recerca estadística i la formació del SESTIB, i la representació de la comunitat en relacions amb organitzacions especialitzades en estadística tant a nivell local com internacional.
El SESTIB és una xarxa organitzada que agrupa els ens i òrgans responsables de dur a terme activitats estadístiques d'interès per a la comunitat autònoma. Aquest sistema inclou l'Institut d'Estadística de les Illes Balears, així com les unitats de les conselleries, organismes i empreses que depenen del Govern balear i que tenen competències en matèria estadística.